# 切頂四面体
切頂四面体（せっちょうしめんたい、英: truncated tetrahedron）、または切頭四面体（せっとうしめんたい）、切隅四面体（せつぐうしめんたい）、角切り四面体（かくぎりしめんたい）とは、半正多面体の一種で、正四面体の各頂点を切り落とした立体である。

## 性質
- 外接球半径: {\displaystyle {\begin{matrix}{\frac {1}{4}}{\sqrt {22}}a\end{matrix}}}
- 中接球半径: {\displaystyle {\begin{matrix}{\frac {3}{4}}{\sqrt {2}}a\end{matrix}}}
- 内接球半径 (三角形): {\displaystyle {\begin{matrix}{\frac {5}{12}}{\sqrt {6}}a\end{matrix}}}
- 内接球半径 (六角形): {\displaystyle {\begin{matrix}{\frac {1}{4}}{\sqrt {6}}a\end{matrix}}}
- 表面積: {\displaystyle {\begin{matrix}7{\sqrt {3}}a^{2}\end{matrix}}}
- 体積: {\displaystyle {\begin{matrix}{\frac {23}{12}}{\sqrt {2}}a^{3}\end{matrix}}}
- 二面角 (3-6): 109.4712206°
- 二面角 (6-6): 70.52877936°
- 星型の数: 8（表面のみ…4、裏面使用…4）

## 近縁な立体

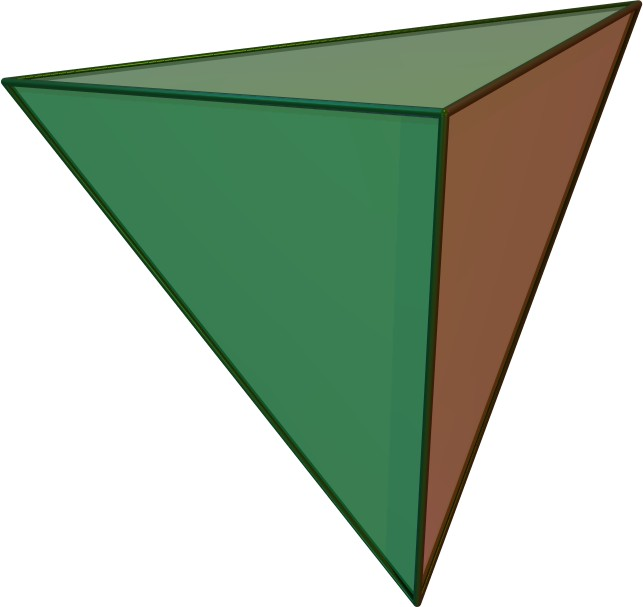
正四面体
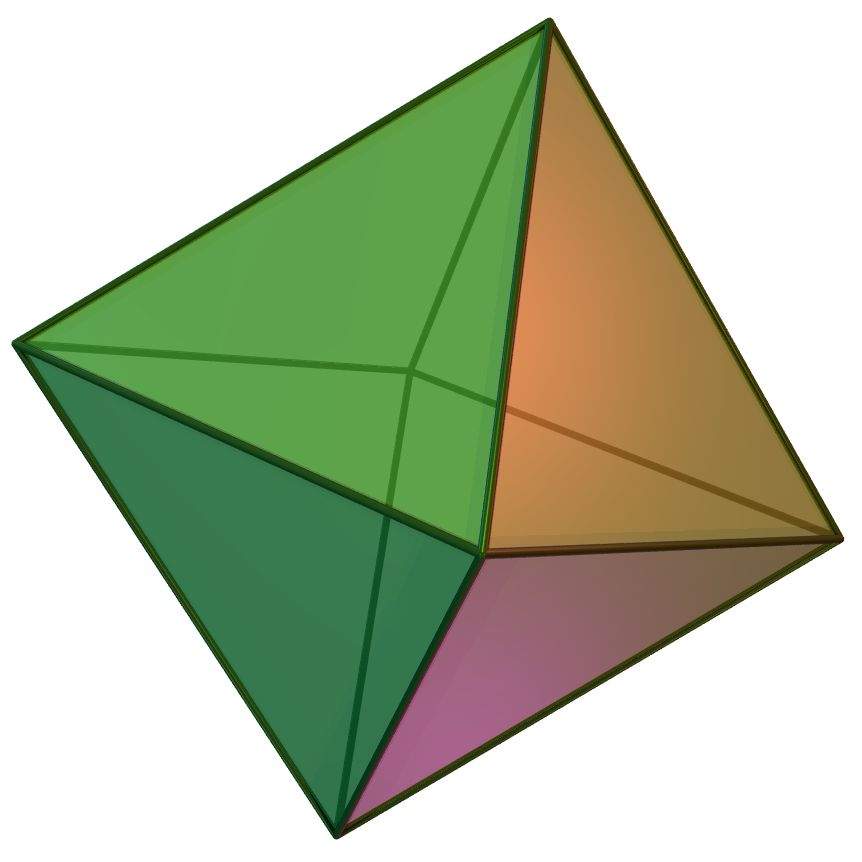
正八面体 （切り込みを深くする）
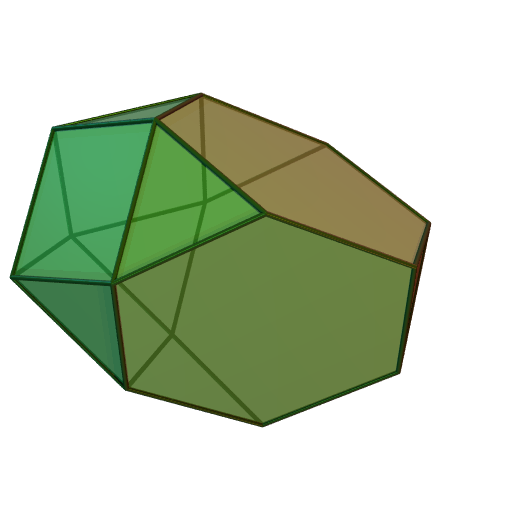
側台塔切頂四面体 （正三角台塔を追加）
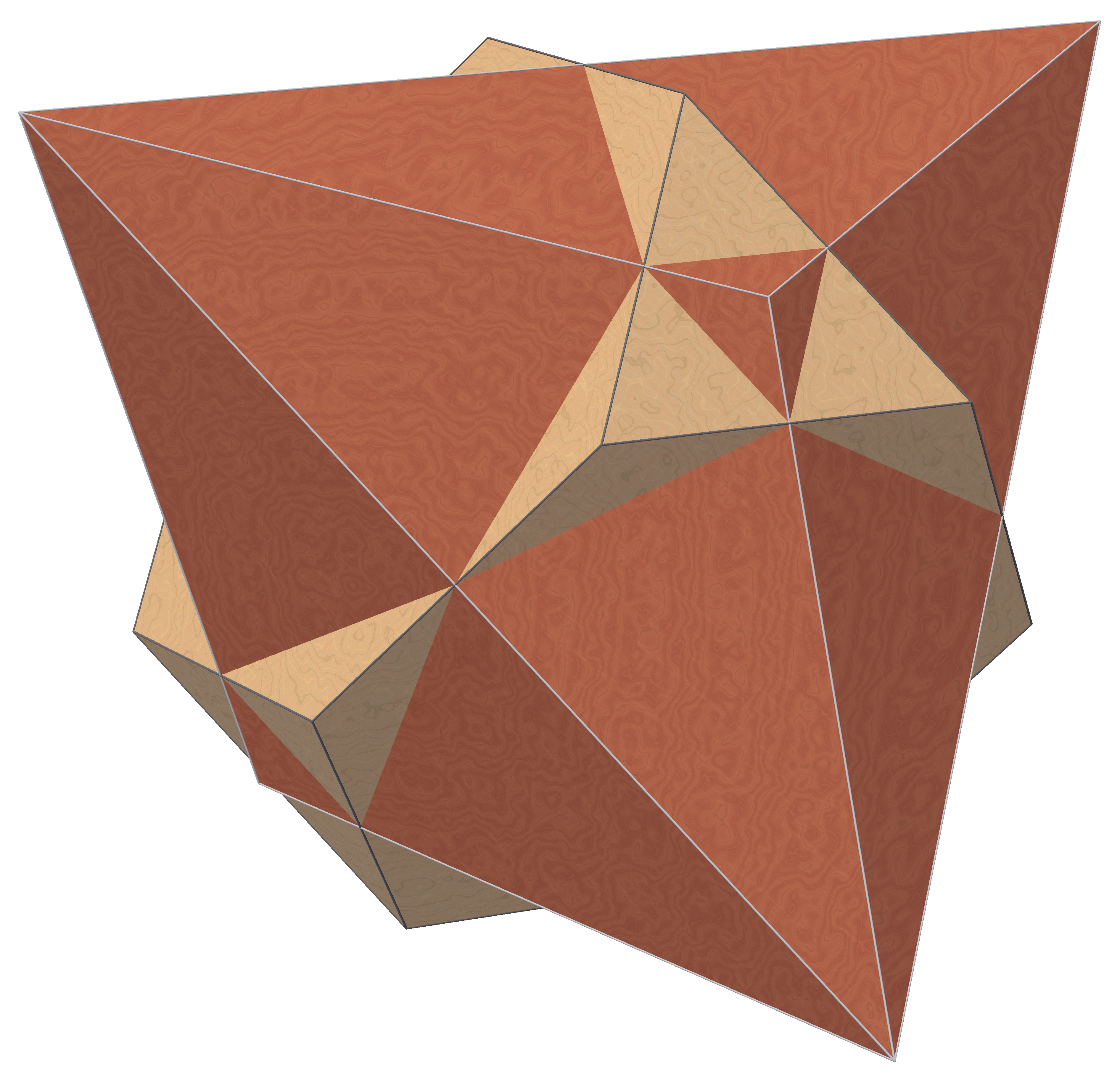
切頂四面体と三方四面体による複合多面体